# Serginho Chulapa
Sérgio Bernardino, noto come Serginho Chulapa (San Paolo, 23 dicembre 1953), è un allenatore di calcio ed ex calciatore brasiliano, di ruolo attaccante, vice allenatore del Santos.

## Carriera

### Nazionale
Con la nazionale brasiliana ha partecipato a una Copa América (1979) e un mondiale (1982). In quest'ultimo viene convocato al posto del titolare Antonio Careca, vittima di un infortunio, ed è titolare in tutte le gare segnando 2 reti contro la Nuova Zelanda e l'Argentina.

## Palmarès

### Giocatore

#### Club

##### Competizioni statali
- Campionato paulista: 4

San Paolo: 1975, 1980, 1981
Santos: 1984

##### Competizioni nazionali
- Campionato brasiliano: 1

San Paolo: 1977

#### Individuale
- Capocannoniere del campionato brasiliano: 1

1983 (22 gol)

### Allenatore
- Campionato Paraense: 1

Remo: 1999